# Dr. Crippen an Bord
Dr. Crippen an Bord ist ein deutscher Kriminalfilm von Erich Engels aus dem Jahre 1942 mit Rudolf Fernau in der Titelrolle nach dem gleichnamigen Roman von Walter Ebert, der wiederum auf den englischen Prozessberichten basiert. Der Film behandelt den realen britischen Kriminalfall um den amerikanischen Mörder Dr. Hawley Crippen.

## Handlung
Man schreibt das Jahr 1928. Cora Crippen ist mit dem angesehenen Arzt Dr. Frank Crippen verheiratet, einem kühlen, klar denkenden Kopf. Einst arbeitete sie als Trapezkünstlerin, ist nunmehr aber gezwungen, ihre artistische Laufbahn wegen einer Fußverletzung zu beenden. Bei einer eines Abends von Dr. Crippen gegebenen Gesellschaft fordert der ebenfalls eingeladene Verwandlungskünstler Prof. Morrison Cora dazu auf, ihren Mann zu verlassen und mit ihm fortzugehen. Cora ist an dem Ex-Kollegen nicht interessiert und weist ihn zurück. 
Am nächsten Morgen ist Cora spurlos verschwunden. Auf Nachfragen erklärt ihr Mann, Cora habe wohl ein Schiff nach Brasilien genommen, da dort ihr Geliebter lebe und sie mit ihm ein neues Leben beginnen wolle. Tatsächlich wird wenige Monate später in dem südamerikanischen Land in einer Zeitung eine Todesanzeige mit Cora Crippens Namen veröffentlicht. Ein weiterer Verehrer Coras, der Maler Arnoldi, ist mehr als skeptisch. Er glaubt diese Geschichte nicht und schaltet die Kriminalpolizei ein.
Es stellt sich heraus, dass Cora Crippen nie das Land verlassen hat. Oberinspektor Düwell, der mit dem Fall betraut ist, lässt daraufhin Crippens Garten umgraben und findet die sterblichen Überreste Coras. Die Künstlerin wurde ganz offensichtlich vergiftet. 
Als Düwell Dr. Crippen festnehmen lassen will, hat sich dieser längst mit seiner Geliebten, der Sekretärin Lucie Talbot, abgesetzt. Beide befinden sich auf dem Überseedampfer „Montrose“ – Zielrichtung: Venezuela. Um im Falle einer Fahndung nicht aufzufallen, hat sich Dr. Crippen verkleidet, während sich Lucie in entsprechender Bekleidung als sein Sohn ausgibt. Die internationale Fahndung nach Crippen, der sich fälschlicherweise allzu sicher glaubt, läuft auf Hochtouren, da erreicht Oberinspektor Düwell ein Funkspruch von der Montrose: „Dr. Crippen an Bord“. Tatsächlich kann das Schiff noch gestoppt werden, ehe es die Drei-Meilen-Zone Venezuelas erreicht und Crippen für Düwell unerreichbar wird. Der mutmaßliche Mörder wird verhaftet und zurück nach Europa verbracht.
Daheim muss sich Dr. Crippen vor Gericht verantworten. Sein Anwalt versucht ihn mit allen Tricks herauszupauken. Er stellt die Behauptung auf, nicht sein Mandant, sondern vielmehr der zurückgewiesene Liebhaber Morrison habe Cora ermordet. Als professioneller Verwandlungskünstler sei es für ihn ein leichtes gewesen, in Crippens Maskerade die Tat zu begehen. Mit Hilfe eines Films kann Düwell jedoch Crippen den Mord nachweisen. Der Tat habe ein niedriges Motiv zugrunde gelegen. Crippen habe mit seiner Geliebten ein neues Leben beginnen wollen und, als sich seine Frau im Todeskampf befand, mit einem von ihm besonders laut gespielten Klavierstück etwaige Schreie unterdrückt. Als er sich vom Tod seiner Frau überzeugen wollte und sich zu ihr hinunterbeugte, hatte sie ihm mit letzter Kraft eine Kratzwunde im Gesicht zugefügt. 
Die beim Prozess anwesende Lucie ist von dieser für sie unerwarteten Wendung zutiefst geschockt: Sie hat nie an seine Schuld geglaubt. Dr. Crippen wird schließlich zum Tode verurteilt.

## Produktionsnotizen
Dr. Crippen an Bord basiert auf einem Tatsachenbericht von Walter Ebert. Gedreht wurde der Film vom 19. März bis Mai 1942 (Atelieraufnahmen) in Prag (Hostiwar- und Barrandov-Ateliers) und ab Ende Mai 1942 (Außenaufnahmen) bei Berlin. Die Premiere fand am 6. November 1942 in Dresden statt. Am 15. Dezember 1942 lief Dr. Crippen an Bord in Berlin an. 1943 wurde der Film auch in Dänemark, Finnland und den Niederlanden gezeigt.
Die Filmbauten stammen von Artur Günther und Willi Eplinius. Bernhard Eichhorn verwendete bei seiner Komposition Musik von Ludwig van Beethoven.
Die Produktionskosten beliefen sich auf etwa 1.130.000 Reichsmark. Nach einem halben Jahr, im April 1943, hatte Dr. Crippen an Bord bereits 2.245.000 RM eingespielt. Damit galt der Film als großer Kassenerfolg.
1957 entstand, wieder unter der Regie von Erich Engels, mit Dr. Crippen lebt eine späte Fortsetzung.

## Kritiken
Das Lexikon des Internationalen Films schreibt: „Historischer englischer Kriminalfall um die Jahrhundertwende, in einem der besten, spannendsten und erfolgreichsten deutschen Kriminalfilme vor 1945.“
Das große Personenlexikon des Films würdigt in der Biografie von Hauptdarsteller Fernau vor allem dessen Leistung: „In Erich Engels’ Krimi ‚Dr. Crippen an Bord‘ spielte Fernau den schurkischen Titelpart, einen ruchlosen, hochintelligenten Gattinmörder. Sein wirkungsvolles Spiel war von hintergründiger Gefährlichkeit – Goebbels bezeichnete ihn nach Ansicht des ‚Crippen‘-Films als ‚destruktiven Typ‘.“
In ‚Der deutsche Film 1938–1945‘ ist zu lesen: „Ein publikumssicherer Kriminal-(fast)-Schlager wurde ‚Dr. Crippen an Bord‘. Die Fabel wurde aufgrund eines Zeitungsromans, der sich wiederum auf einen Tatsachenbericht aus dem Jahre 1928/29 stützte, gestaltet. Im Film wußte der Zuschauer bis zur Schlußaufklärung nicht, ob überhaupt ein Verbrechen vorlag. Rudolf Fernau war als Dr. Crippen hervorragend.“

## Trivia
Das Schiff, auf dem der Mittelteil des Films spielen soll, ist in einer Einstellung von außen zu sehen. Der Name „Trier“ ist in großen Buchstaben am Bug deutlich erkennbar. Dies steht im Widerspruch zum Namen „Montrose“ in den Dialogen und auf den Rettungsringen.